# Awaji Yumebutai
El Awaji Yumebutai o (en japonés 淡路夢舞台 Awaji Yumebutai) es un complejo que consta de hoteles, auditorios, espacios interiores y exteriores, con Jardín botánico y memorial, localizado en la Isla Awaji, Japón.
Se planificó como proyecto conmemorativo del gran terremoto que tuvo lugar en la región de Kōbe y en esta isla en 1995.
Está construido en la ladera de una colina cuya tierra se ha aprovechado como relleno en otro gran proyecto que se lleva a cabo en el área de la bahía de Osaka, reconstruyendo el paisaje, que había quedado degradado.

## Localización
Se encuentra en la Isla Awaji.
Como llegar:
- Por tren (desde Osaka) tome la línea JR hasta la Estación Maiko (45 min.). En la Estación Maiko siga los indicadores que señalan a la terminal de autobuses de Ko-soku Maiko que se encuentra fuera de la estación y encima de la estación de tren en el puente que conduce hasta la Isla Awaji. Tome el autobús hasta la terminal de intercambio de Higashiura. Desde aquí tome el autobús local hasta la parada del Awaji Yumebutai-Westin Hotel.

- Hay lanzaderas que transportan gente a lo largo de toda la isla a diversos destinos. Awaji Yumebutai y The Water Temple (Templo de Agua) son dos paradas de este itinerario. Véase www.shozen.com para más información.

Awaji Yumebutai, Awaji Yumebutai-Westin Hotel, Higashiura-cho, Tsuna-gun, Awaji-shi Hyogo-ken 656-2301, Awaji-jima Japón.
Planos y vistas satelitales.34°33′42.4″N 135°0′30.3″E / 34.561778, 135.008417
Está abierto al público diariamente.

## Historia
Todo el complejo de Awaji Yumebutai es obra del arquitecto japonés Tadao Ando.
Se concibió como un monumento conmemorativo de los miles de víctimas del gran terremoto que asoló la región de Kōbe en 1995.

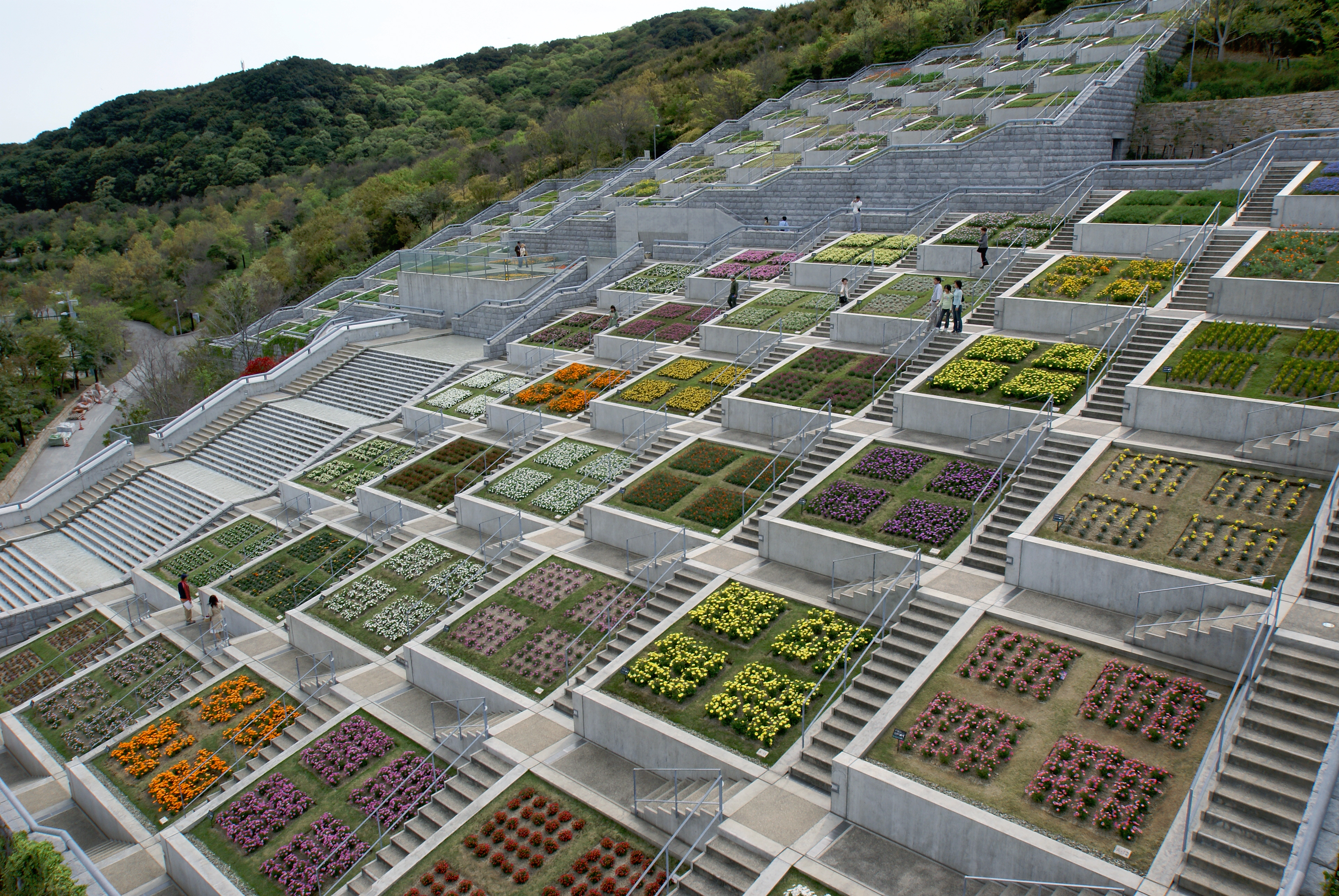
Vista general del Jardín Botánico.

## Colecciones
El jardín botánico está íntimamente entrelazado en el complejo arquitectónico que aquí se ha construido siendo uno de los logros arquitectónicos-paisajísticos japoneses de los últimos tiempos.
Las colecciones de plantas se presentan en un invernadero y las que se exponen al exterior en terrazas que van descendiendo la colina de forma escalonada.

## Equipamientos
El complejo es una serie de partes geométricas que se interseccionan desde lo alto de la colina bajando hacia el mar, haciendo una totalidad.
Consta de:
- Hotel
- La capilla Templo de Agua también es obra de Tadao Ando, presentando una gran lucernario con forma de cruz en el techo que ilumina con su luz el interior. Vista desde arriba su techo es una lámina de agua.
- Centro internacional de conferencias
- Restaurantes
- Teatro al aire libre
- Invernadero
- Jardines aterrazados
- Jardines de agua (láminas de agua, arroyos, caídas...), lo que lo configura como un animado juego de luces, sombras, y sonidos.
- Plazas

## Algunas vistas del Awaji Yumebutai

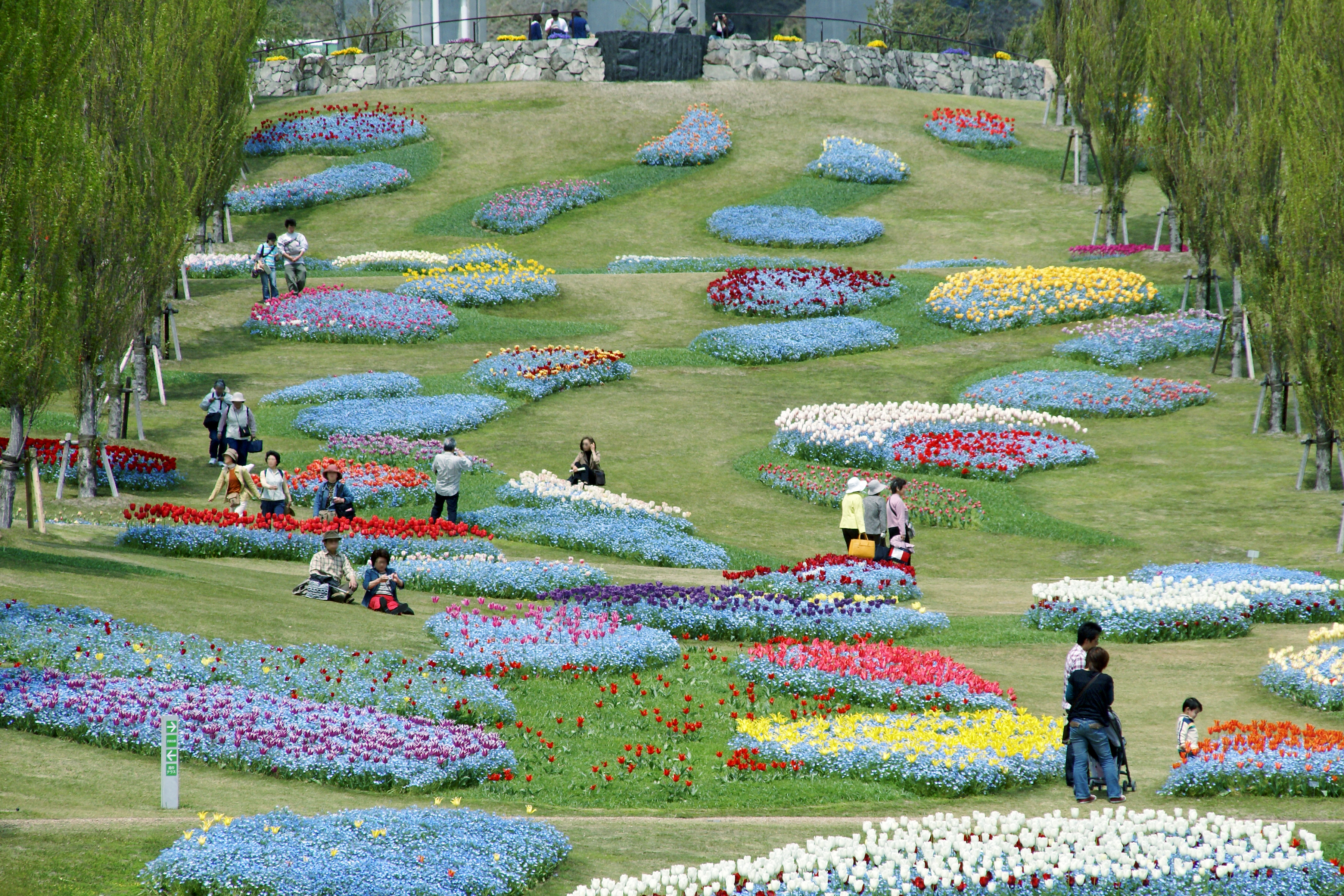
Akashi Kaikyo National Government Park de Awaji.
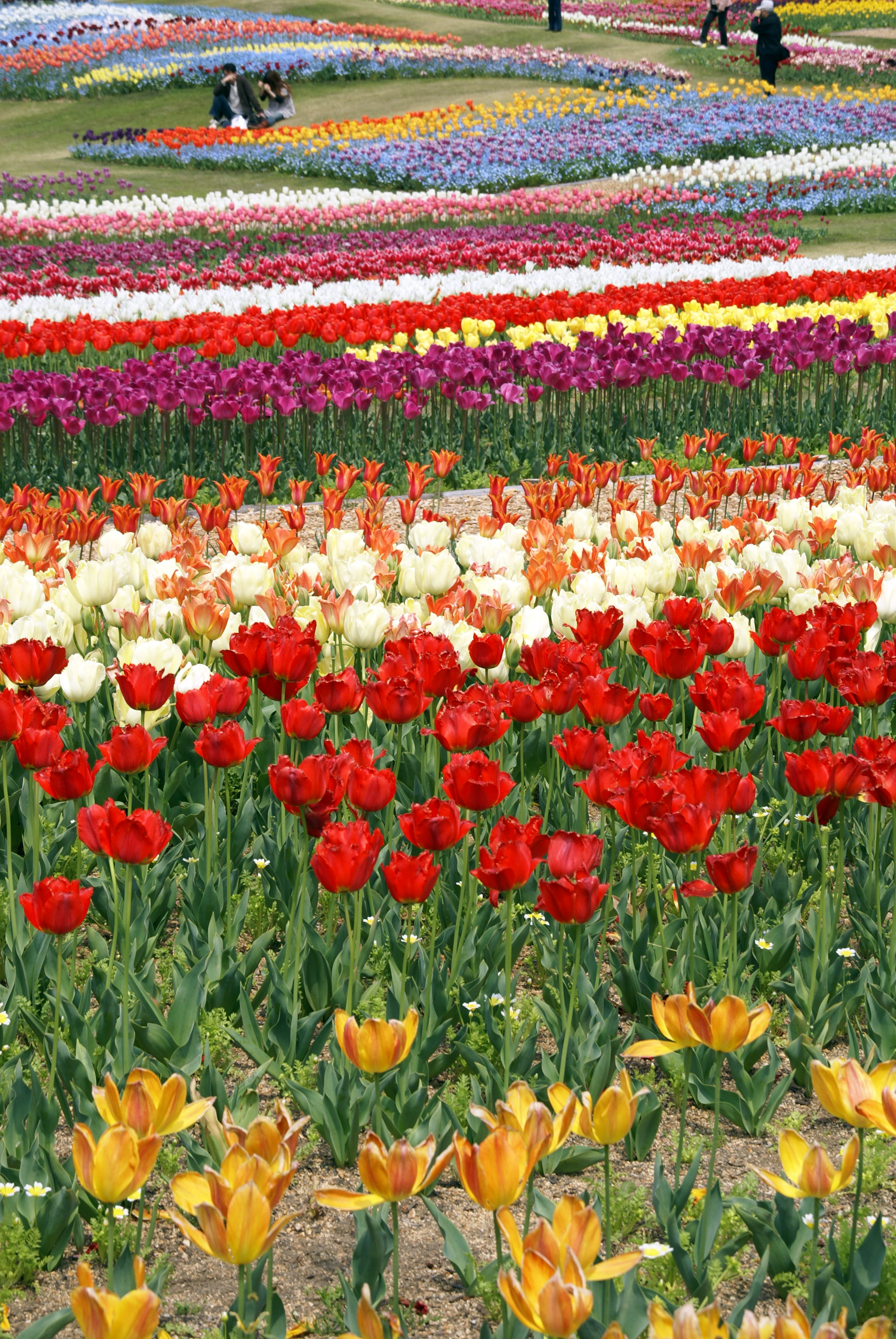
Floración de tulipanes.
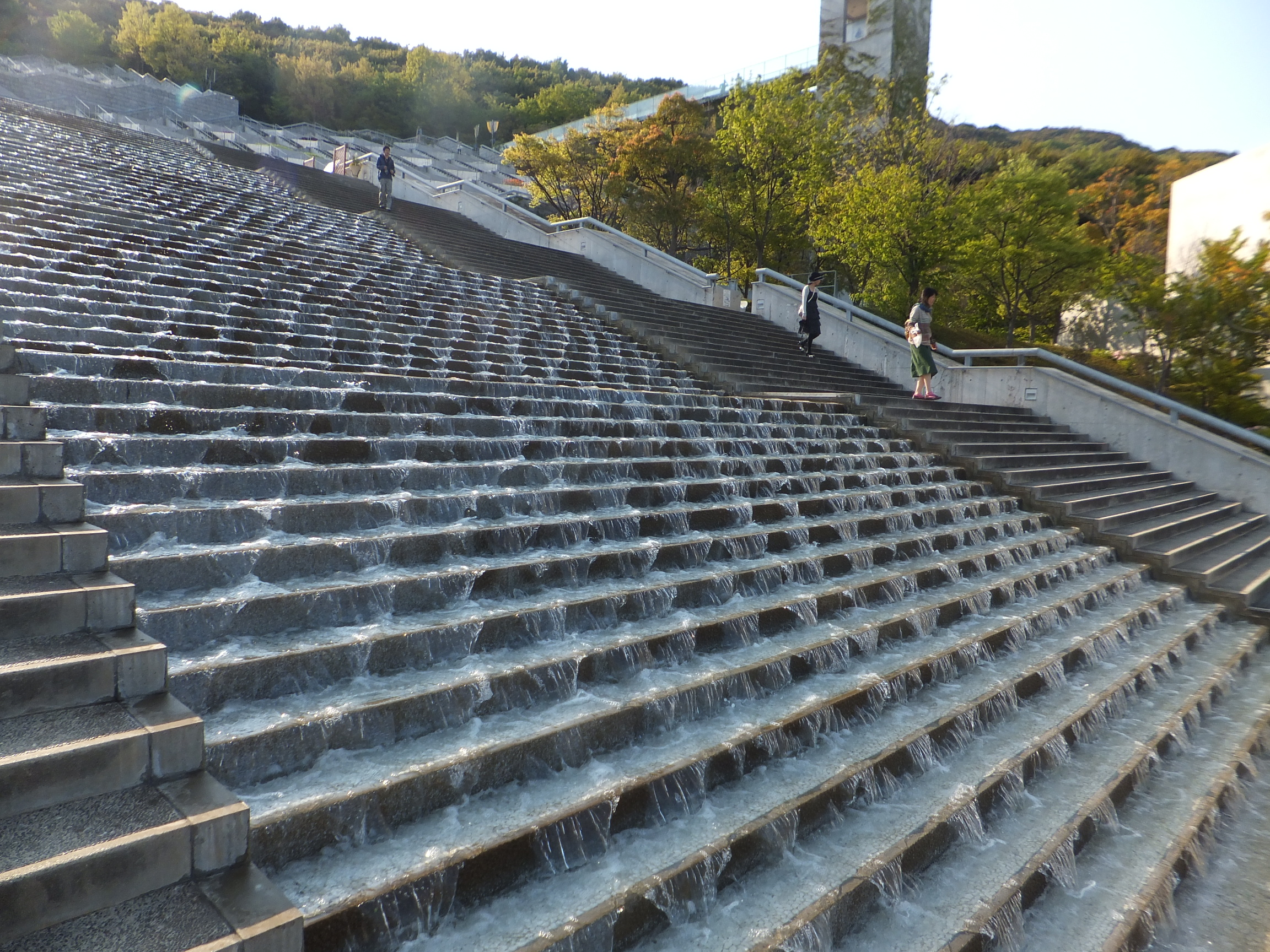
Escalinata del Memorial en el Akashi Kaikyo National Government Park.
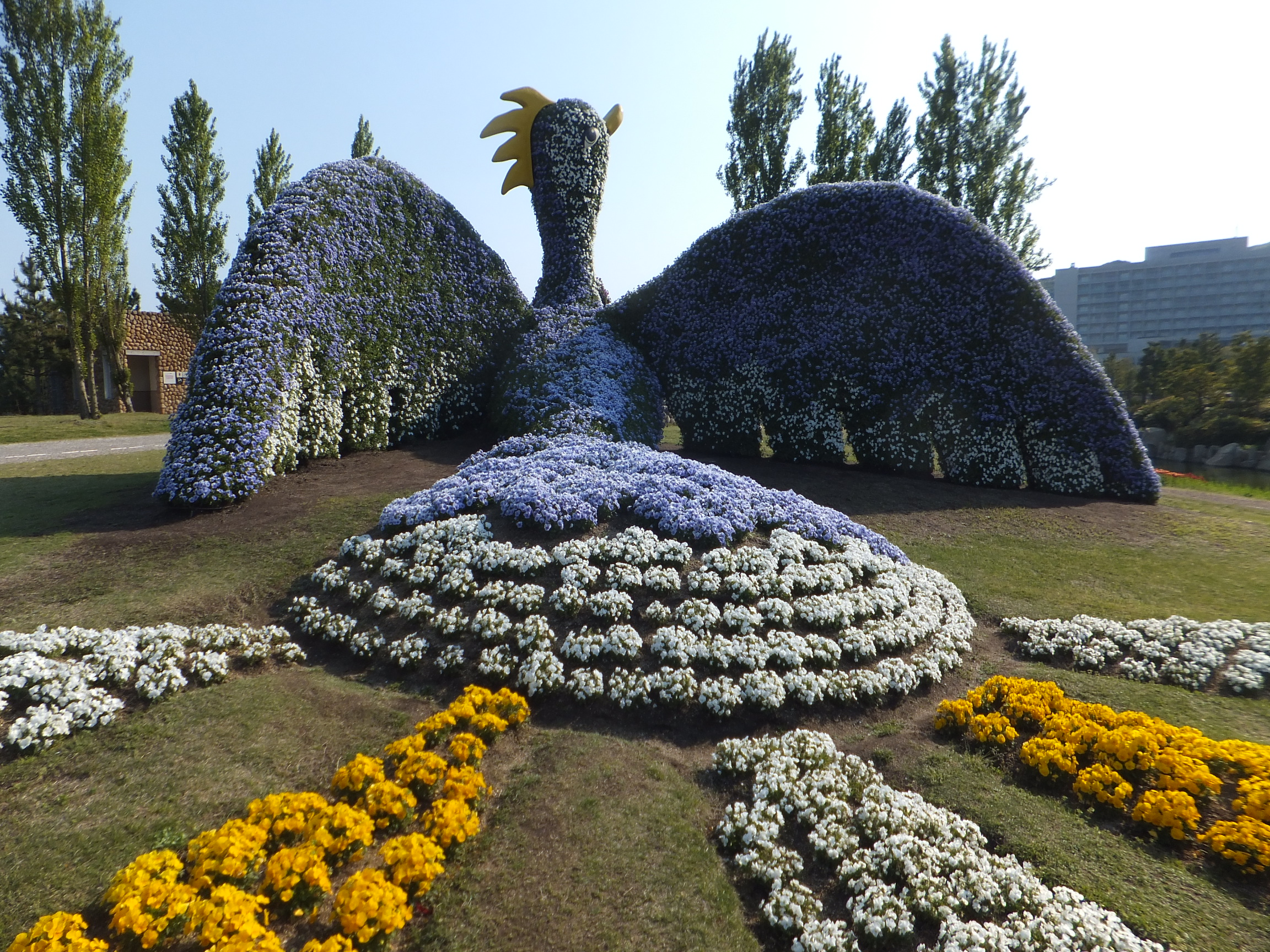
Trabajo de Topiaria en el Akashi Kaikyo National Government Park.